# Аннемарі Джасір
Аннемарі Джасір (араб. آن ماري جاسر) — палестинська режисерка, сценаристка і продюсерка.

## Кар'єра

### Кіновиробництво
Джасір працює в незалежному кіно з 1998 року і є сценаристкою, режисеркою та продюсеркою низки фільмів, відзначених багатьма нагородами. Прем'єри двох її фільмів відбулися в рамках офіційної програми Каннського кінофестивалю, одного — в Берліні, а також у Венеції, Локарно, Роттердамі, Торонто та Теллурайді. Усі три її повнометражні фільми були відібрані для участі в конкурсі на здобуття премії «Оскар» від Палестини за фільм іноземною мовою.  Її короткометражний фільм «Як двадцять неможливих» став першим арабським короткометражним фільмом, що потрапив до офіційної програми Каннського міжнародного кінофестивалю, а також фіналістом премії «Студентська академія» і здобув понад 15 нагород на міжнародних фестивалях, зокрема за найкращий фільм на Міжнародному фестивалі короткометражних фільмів у Палм-Спрінгз, Міжнародному кінофестивалі у Чикаго, Бієнале Інституту арабського світу, Міжнародному кінофестивалі Мангайм — Гайдельберг та IFP/Нью-Йорк. Журналіст «Film Comment Magazine» Ґевін Сміт назвав короткометражний фільм «Як двадцять неможливих» одним із 10 кращих фільмів 2003 року.
У 2007 році Джасір зняла перший повнометражний фільм палестинської жінки-режисера «Сіль цього моря» — історію американської жінки з робітничого класу, батьки якої були палестинськими біженцями, яка вперше повертається на батьківщину своєї сім'ї.
«Сіль цього моря», яка дебютувала на Каннському кінофестивалі, здобула нагороду критиків ФІПРЕССІ та отримала чотирнадцять інших міжнародних нагород, у тому числі за найкращий фільм у Мілані. Фільм був поданий Палестиною на 81-й церемонії вручення премії «Оскар» за найкращий міжнародний повнометражний фільм. Він також отримав багато інших нагород і номінацій, зокрема виграв премію Muhr Arab Award за найкращий сценарій на Дубайському міжнародному кінофестивалі, нагороду Cinema in Motion на 55-му Міжнародному кінофестивалі в Сан-Себастьяні та нагороду ФІПРЕССІ. У фільмі «Сіль цього моря» грали поет Сухейр Хаммад і Салех Бакрі.
Її другий повнометражний фільм «Коли я побачив тебе» отримав нагороду за найкращий азійський фільм на Берлінале, за найкращий арабський фільм в Абу-Дабі та за найкращий фільм у Ам’єні, Феніксі й Олімпії, а також був номінований на Asian Pacific Screen Awards. Окрім ігрових фільмів Джасір знімала документальне кіно, серед інших фільмів — "Доки", "Кілька крихт для птахів", де вона також виступила як оператор, і короткометражний фільм "Історія після Осло".
У 2011 році китайський режисер Чжан Їмоу обрав її своєю першою протеже в рамках ініціативи Rolex Arts Initiative. Джасір також є кураторкою, активно просуваючи незалежне кіно в регіоні. Як засновниця Philistine Films вона співпрацює з колегами-кінематографістами як монтажерка, сценаристка та інколи продюсерка. Її фільм «Важіб» 2017 року здобув або був номінований на 35 міжнародних нагород, у тому числі як «Найкращий фільм» у Мар-дель-Плата, Дубаї, Локарно та Кералі, а також отримав відзнаку журі на Лондонському кінофестивалі.

### Поезія
Поезія та оповідання Джасір публікувалися в численних літературних журналах та антологіях, серед яких Mizna, The Crab Orchard Review та The Poetry of Arab Women: A Contemporary Anthology. Вона читала разом із поетом Амірі Баракою. Вона отримала кілька сценарних премій і була фіналісткою Гран-прі за найкращий сценарій у Парижі.

## Інші ролі
Джасір працювала членкою журі фестивалів, у тому числі в Каннах у 2018 році (приєднася до журі Особливий погляд, очолюваним пуерториканським/американським актором Бенісіо дель Торо) та на Берлінському міжнародному кінофестивалі у 2020 році, який очолив англійський актор Джеремі Айронс.
Вона є членкою Академії кінематографічних мистецтв і наук, Британської академії телебачення та кіномистецтва (BAFTA) і Азійсько-Тихоокеанської кіноакадемії, а також членкою правління Palestine Cinema Days і Alwan for the Arts, культурної організації, що займається північноафриканським і близькосхідним мистецтвом. Вона є членкою-засновницею Колективу палестинських кінематографістів, що базується в Палестині.
Вона викладала в Колумбійському університеті, Віфлеємському університеті та Бірзейтському університеті, а також у таборах для біженців у Палестині, Лівані та Йорданії. Вона також є менторкою Сценарної лабораторії eQuinoxe та Дохійського кіноінституту. Вона є співзасновницею вільного арт-простору Dar Yusuf Nasri Jacir for Art & Research у своєму рідному місті Вифлеємі.

### Кураторство
Вона є головною кураторкою і засновницею палестинського кінопроєкту «Мрії нації», присвяченого популяризації палестинського кіно.
У 2003 році вона організувала та курувала Dreams of a Nation, найбільший мандрівний кінофестиваль у Палестині, який включав показ архівних палестинських фільмів з фондів кінотеатру Revolution Cinema. Фестиваль проходив у кількох палестинських містах, зокрема у Віфлеємі, Рамаллі, Газі, Назареті, Єрусалимі та Наблусі.

## Визнання та нагороди
Її фільм 2012 року «Коли я тебе побачив», у якому знялися Салех Бакрі, Руба Блал і Махмуд Асфа, отримав нагороду критиків NETPAC за найкращий азійський фільм на 63-му Берлінському міжнародному кінофестивалі та був обраний як кандидат від Палестини на «Оскар» за найкращий міжнародний повнометражний фільм на 85-й церемонії вручення премії «Оскар».
У її фільмі «Важіб» 2017 року Салех Бакрі знявся разом зі своїм батьком, актором-ветераном Мохаммадом Бакрі. Фільм здобув 36 міжнародних нагород, зокрема за найкращий фільм у Мар-дель-Плата, Дубаї, Ам'єні, на кінофестивалях у Вашингтоні, Косово та Кералі, а також відзнаку журі Лондонського кінофестивалю BFI. За спільну роль Салех і Мохаммад Бакрі отримали премію Мура за найкращу чоловічу роль, а Джасір — премію Мура за найкращий ігровий повнометражний фільм на Дубайському міжнародному кінофестивалі у 2017 році.
Джасір увійшла до списку 25 нових облич незалежного кіно за версією журналу Filmmaker у 2004 році.

## Фільмографія
- З Палестини з любов'ю (листівка з майбутнього) (2022)
- Важіб (2017)
- Коли я побачив тебе (2012)
- Сіль цього моря (2008)
- Пояснення – А потім спалення попелу (2006)
- Quelques miettes pour les oiseaux (2005)
- як двадцять неможливих (2003)
- Супутникові стрільби (2001)
- Історія після Осло (2001)

## Подальше читання
- Маймана Фархат: Вечір короткометражних фільмів на Палестинському кінофестивалі в Чикаго
- Аннемарі Джасір: Тільки для культурних цілей, Мрії нації, 2002
- Аннемарі Джасір: Повернення додому: палестинське кіно, 27 лютого 2007 р., Електронна інтифада
- Ребекка Кемп: Палестина у фільмах, інтерв'ю з палестинськими режисерами, осінь 2006 р.
- Аннемарі Каттан Джасір: A Tale of Two Sisters: Witnessing an Undercover Israeli Operation in Ramallah (1), 15 листопада 2006 р., Електронна інтифада
- Рана Брентьес: Багатошаровість ідентичності у фільмах Аннемарі Джасір, Deutscher Orientalistentag, 2003
- Аннемарі Джасір: Лист із редакційної кімнати, Париж, грудень 2007 р., Цей тиждень у Палестині
- Аннемарі Джасір: Ще одна відмова у в’їзді для кінорежисера…, 1 травня 2008, Відмовлено у в’їзді